# オクチルフェノールエトキシレート
オクチルフェノールエトキシレート (octylphenol ethoxylate, OPE, t-C8φEn) はオクチルフェノールをエチレンオキシドでエトキシル化して得られる非イオン界面活性剤の総称。親水性のポリオキシエチレン(POE)鎖と疎水性のオクチルフェノール基がエーテル結合で結びついており、ポリ（オキシエチレン）オクチルフェニルエーテル (poly(oxyethylene) octylphenyl ether) とも呼ばれる。一般にPOE鎖長の異なる多数の化合物の混合物として、平均鎖長の異なる一連の製品が販売されている。商品名としてはローム＆ハース（現・ダウケミカル）のTriton Xシリーズが著名であるが、ローディア（Rhodia）のIgepal CAシリーズ、シェルケミカルズのNonidet Pシリーズ、日光ケミカルズのNikkol OPシリーズなど、各社が同様の構造の界面活性剤を製造していた。現在Nonidet PやNikkol OPは販売中止になっている。医薬品添加物としての国際一般名はオクトキシノール (octoxynol)。

## 用途
乳化剤として、医薬品、化粧品、農薬、塗料などに添加されている。ゴム・プラスチック工業では帯電防止などの目的で樹脂に配合する。機械・金属工業では洗剤としての利用が多い。かつては家庭用洗剤にも利用されていた。ただし、環境中で分解されて生じるオクチルフェノールに弱いながらも魚類に対する内分泌かく乱作用が示されていることから、アルコールエトキシレートへの代替が進んでいる。

### 生化学
生化学分野では、生体膜を可溶化しつつタンパク質を失活させにくいとされ、平均POE鎖長8から10程度の混合物が利用されている。販売されている試薬には夾雑物として過酸化物が含まれていることが知られている。
Triton X-100
平均鎖長9.5単位。ベンゼン環に由来する紫外吸光を持っており、275 nmと283 nmに特徴的な2つのピークがある。そのため紫外吸光で生体物質（たとえばタンパク質）の検出や定量をしようとする際に干渉する。ベンゼン環を水素化することで、界面活性剤としての性質を大きく変えることなく紫外吸光を1/1000以下に減らすことができる。
Triton X-114
平均鎖長7.5単位。曇点が25°Cと低く、相分離によって膜表在性タンパク質と膜貫通タンパク質を分離する際に用いられる。
Nonidet P-40
平均鎖長9.0単位。しばしばNP-40と省略されるがノニルフェノールエトキシレートのTergitol NP-40とは性質が大きく異なる。販売中止となっており、代替品としてIgepal CA-630などが使われている。
Igepal CA-630
平均鎖長9.5単位

## 製法
tert-ブチルアルコールを50%硫酸で処理して得たイソブチレン、ジイソブチレン、トリイソブチレンの混合物を蒸留し、ジイソブチレンを得る。続いてフェノールと反応させて、オクチルフェノールを得る。さらにエチレンオキシドを作用させてポリオキシエチレン鎖を伸長させると、一連のオクチルフェノールエトキシレートが生じる。そのため副産物としてポリエチレングリコールが含まれている。

## 法規制
GHSにおける環境有害性物質（区分1）に該当し、各国で輸送に規制がある（国連番号3082）。EUではREACH規制の認可候補物質（高懸念物質）に挙げられている。日本では船舶安全法や航空法によってGHSに基づく規制があり、また特定化学物質の環境への排出量の把握等及び管理の改善の促進に関する法律（化学物質排出把握管理促進法）の第一種指定化学物質 (408) としてPRTR制度の対象になっている。